# 347
347 (CCCXLVII) fue un año común comenzado en jueves del calendario juliano, en vigor en aquella fecha.
En el Imperio romano, el año fue nombrado como el del consulado de Rufino y Eusebio, o menos comúnmente, como el 1100 Ab urbe condita, adquiriendo su denominación como 347 a principios de la Edad Media, al establecerse el anno Domini.

## Acontecimientos
- Concilio de Sardica: Se hace un intento de resolver la controversia arriana y se establecen normas para los obispos.
- Se celebra el Concilio de Filipópolis al abandonar los obispos orientales el Concilio de Sardica. En Filipópolis, excomulgan al papa Julio, y de esa manera se perpetúa la controversia arriana.

## Nacimientos
- San Juan Crisóstomo, Patriarca de Constantinopla.
- 11 de enero: Teodosio I el Grande, emperador romano.